# Xingzi, Guangdong
Xingzi är en köping i sydöstra Kina. Den ligger i Lianzhou i staden Qingyuan i provinsen Guangdong, omkring 220 kilometer norr om provinshuvudstaden Guangzhou. Antalet invånare är 38 774. Befolkningen består av 19 265 kvinnor och 19 509 män. Barn under 15 år utgör 21,0 %, vuxna 15-64 år 66 %, och äldre över 65 år 12,0 %.